# Natação nos Jogos Pan-Americanos de 2007 - 100 m costas feminino
O evento dos 100 m costas feminino nos Jogos Pan-Americanos de 2007 foi realizado no Rio de Janeiro, Brasil, com a final realizada em 19 de julho de 2007.

## Medalhistas
| Ouro   | USA Julia Smit     |
| Prata  | BRA Fabíola Molina |
| Bronze | CAN Liz Wycliffe   |

## Resultados

### Final
| Posição | Nadador           | Nação              | Tempo   | Nota |
| ------- | ----------------- | ------------------ | ------- | ---- |
| 1       | Julia Smit        | USA Estados Unidos | 1:02.01 |      |
| 2       | Fabíola Molina    | BRA Brasil         | 1:02.18 |      |
| 3       | Liz Wycliffe      | CAN Canadá         | 1:02.46 |      |
| 4       | Brielle White     | USA Estados Unidos | 1:02.49 |      |
| 5       | Carolina Colorado | COL Colômbia       | 1:03.01 |      |
| 6       | Caitlin Meredith  | CAN Canadá         | 1:04.09 |      |
| 7       | Fernanda González | MEX México         | 1:04.33 |      |
| 8       | Alana Dillette    | BAH Bahamas        | 1:05.19 |      |

### Semifinal
| Posição | Nadador             | Nação                 | Tempo   | Nota |
| ------- | ------------------- | --------------------- | ------- | ---- |
| 1       | Fabíola Molina      | BRA Brasil            | 1:02.26 | Q    |
| 2       | Liz Wycliffe        | CAN Canadá            | 1:02.49 | Q    |
| 3       | Julia Smit          | USA Estados Unidos    | 1:02.67 | Q    |
| 4       | Brielle White       | USA Estados Unidos    | 1:03.10 | Q    |
| 5       | Carolina Colorado   | COL Colômbia          | 1:03.33 | Q    |
| 6       | Caitlin Meredith    | CAN Canadá            | 1:04.00 | Q    |
| 7       | Fernanda González   | MEX México            | 1:04.29 | Q    |
| 8       | Alana Dillette      | BAH Bahamas           | 1:04.39 | Q    |
|         |                     |                       |         |      |
| 9       | Erin Volcán         | VEN Venezuela         | 1:04.55 |      |
| 10      | Kiera Aitken        | BER Bermudas          | 1:05.93 |      |
| 11      | Lourdes Villaseñor  | MEX México            | 1:06.47 |      |
| 12      | Fernanda Alvarenga  | BRA Brasil            | 1:06.60 |      |
| 13      | Massie Carrillo     | PER Peru              | 1:07.14 |      |
| 14      | Jeserick Pinto      | VEN Venezuela         | 1:07.32 |      |
| 15      | Pavic Slavica       | PER Peru              | 1:08.53 |      |
| 16      | Donna Marie Wickham | TRI Trinidad e Tobago | 1:09.12 |      |